# Harlev Sogn
Harlev Sogn er et sogn i Århus Vestre Provsti (Århus Stift).
I 1800-tallet var Framlev Sogn anneks til Harlev Sogn. Begge sogne hørte til Framlev Herred i Aarhus Amt. Harlev-Framlev sognekommune blev ved kommunalreformen i 1970 indlemmet i Aarhus Kommune.
I Harlev Sogn ligger Harlev Kirke.
I sognet findes følgende autoriserede stednavne:
- Brokær (bebyggelse)
- Harlev (bebyggelse, ejerlav)
- Harlev Mark (bebyggelse)
- Harlevholm (bebyggelse)
- Skibby (bebyggelse, ejerlav)
- Tåstrup (bebyggelse, ejerlav)
- Tåstrup Sø (vandareal)